# Filmed in Supermarionation
Filmed in Supermarionation ist ein britischer Dokumentarfilm von Stephen La Rivière aus dem Jahre 2014 über die Geschichte der Supermarionation-Technik. Grundlage des Drehbuchs war La Revières Sachbuch Filmed in Supermarionation: A History of the Future (2009). Der Film wurde am 30. September 2014 im British Film Institute uraufgeführt.

## Inhalt

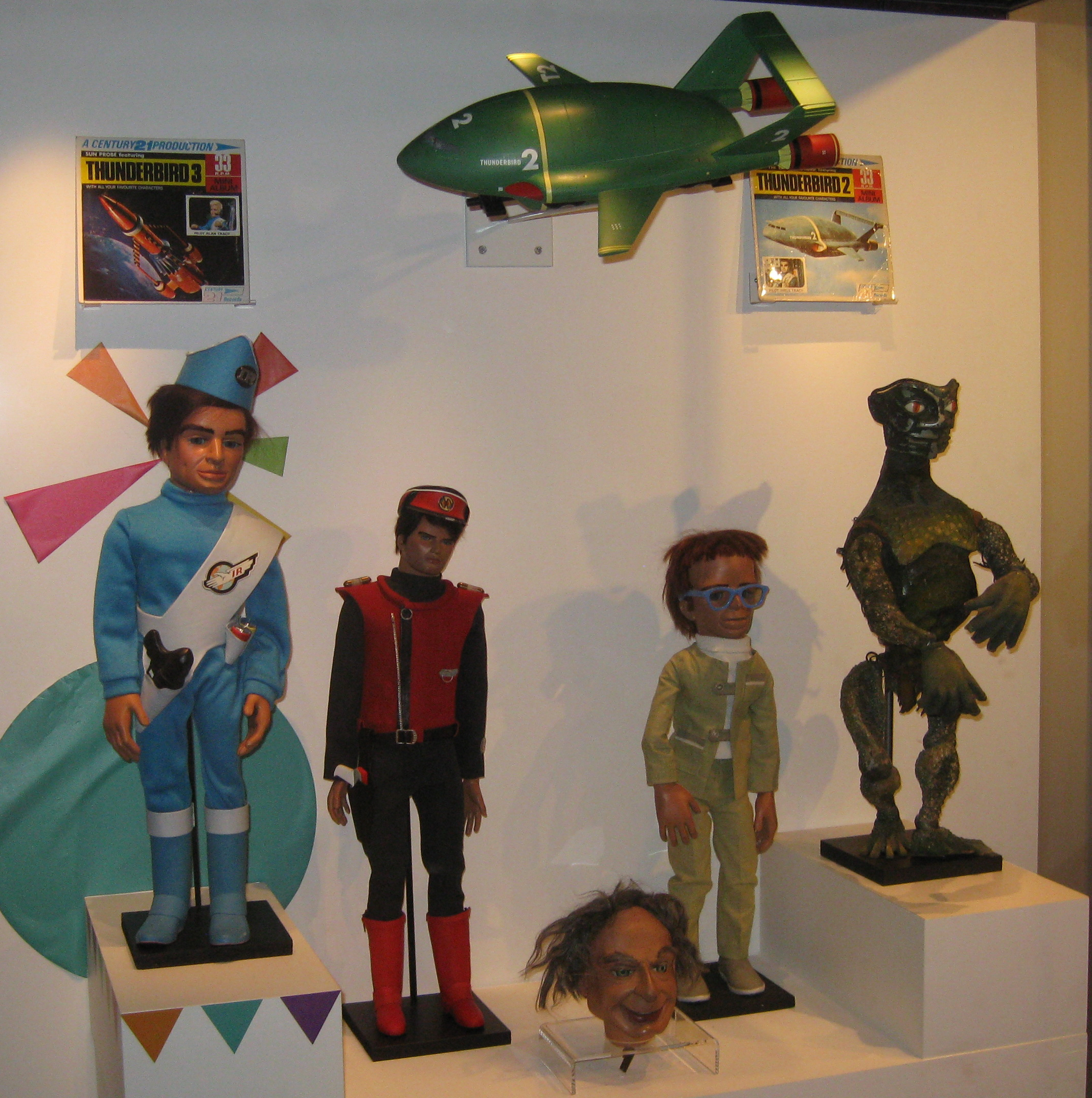
Supermarionation-Puppen im National Science and Media Museum, Bradford (2016)

Der Film behandelt die Produktionsgeschichte der Marionettenfilme von Gerry und Sylvia Anderson von der ersten von ihnen produzierten Fernsehserie The Adventures of Twizzle von 1957 bis zur letzten Supermarionation-Produktion The Secret Service aus dem Jahre 1968.
Die Produktion ist eine Montage von selbst geführten Interviews mit Zeitzeugen sowie überlieferten historischen Interviews, Ausschnitten aus den Anderson-Produktionen selbst sowie zeitgenössischen Reportagen. Außerdem wurden selbst inszenierte Spielszenen mit den Puppencharakteren Lady Penelope Creighton-Ward, Aloysius Parker und Brains montiert, in denen die Puppen durch die Filmhandlung führen. Zusammen mit früheren Angestellten des Filmstudios AP Films, später Century 21 Productions, besichtigen die Filmemacher die ehemaligen Produktionsstätten. Die Dramaturgie folgt dabei chronologisch der Produktionsgeschichte der Serien und Spielfilme.
Filmhistorisch eindrucksvoll sind die Sequenzen, in denen Zeitzeugen die Mechanismen der Supermarionation-Technik anhand von erhalten gebliebenen Requisiten demonstrieren wie z. B. die Flugaufnahmen in der Thunderbirds-Serie oder die Unterwasseraufnahmen mit dem futuristischen U-Boot Stingray in der gleichnamigen Serie.